# Opération Alberich
 (mars 2021).
Si vous disposez d'ouvrages ou d'articles de référence ou si vous connaissez des sites web de qualité traitant du thème abordé ici, merci de compléter l'article en donnant les références utiles à sa vérifiabilité et en les liant à la section « Notes et références ».
Première Guerre mondiale
Batailles
Front d'Europe de l’Ouest
- Liège (8-1914)
- Namur (8-1914)
- Frontières (8-1914)
- Anvers (9-1914)
- Grande Retraite (9-1914)
- Marne (9-1914)
- Course à la mer (9-1914)
- Yser (10-1914)
- Messines (10-1914)
- Ypres (10-1914)
- Givenchy (12-1914)
- 1re Champagne (12-1914)
- Hartmannswillerkopf (1-1915)
- Neuve-Chapelle (3-1915)
- 2e Ypres (4-1915)
- Colline 60 (4-1915)
- Artois (5-1915)
- Festubert (5-1915)
- Quennevières (6-1915)
- Linge (7-1915)
- 2e Artois (9-1915)
- 2e Champagne (9-1915)
- Loos (9-1915)
- Verdun (2-1916)
- Redoute Hohenzollern (3-1916)
- Hulluch (4-1916)
- 1re Somme (7-1916)
- Fromelles (7-1916)
- Arras (4-1917)
- Vimy (4-1917)
- Chemin des Dames (4-1917)
- 3e Champagne (4-1917)
- 2e Messines (6-1917)
- Passchendaele (7-1917)
- Cote 70 (8-1917)
- 2e Verdun (8-1917)
- Malmaison (10-1917)
- Cambrai (11-1917)
- Bombardements de Paris (1-1918)
- Offensive du Printemps (3-1918)
- Lys (4-1918)
- Aisne (5-1918)
- Bois Belleau (6-1918)
- 2e Marne (7-1918)
- 4e Champagne (7-1918)
- Château-Thierry (7-1918)
- Le Hamel (7-1918)
- Amiens (8-1918)
- Cent-Jours (8-1918)
- 2e Somme (9-1918)
- Bataille de la ligne Hindenburg
- Meuse-Argonne (10-1918)
- Cambrai (10-1918)

Front italien
Front d'Europe de l’Est
Front des Balkans
Front du Moyen-Orient
Front africain
Bataille de l'Atlantique
L'opération Alberich (en allemand : Unternehmen Alberich) est une opération militaire allemande désignant le repli stratégique des troupes allemandes sur la ligne Hindenburg en février et mars 1917 lors de la Première Guerre mondiale.
Pour l'état-major allemand, le but est double : à la fois revenir à des positions plus fortifiées mais aussi diminuer la longueur du front en réduisant notamment deux percées en France, résultats de la bataille de la Somme.

## Contexte stratégique en 1917
En 1917, les Allemands prennent nettement l'avantage sur le front russe et espèrent venir à bout de l'armée impériale russe avant de reporter leur effort principal sur le front ouest. L'opération Alberich, nommée d'après le nain magicien de la mythologie germanique, a pour but de raccourcir les lignes allemandes entre Arras et Soissons pour mieux faire face à l'offensive de l'Entente prévue pour 1917.

## Retrait des troupes allemandes
Les 1re, 2e armée et l'aile droite de la 7e armée, faisant partie du groupe d'armées « Kronprinz Rupprecht » commandé par le prince Rupprecht de Bavière, participent à cette opération. Le retrait des troupes allemandes est préparé entre le 9 février et le 15 mars 1917 et exécuté entre le 16 et le 20 mars. La nouvelle ligne fortifiée, la position Siegfried, adossée à la ligne de hauteurs du Chemin des Dames, est beaucoup plus forte que la précédente. Cette Siegfried Stellung ne doit pas être confondue avec la ligne Siegfried (construite à la frontière franco-allemande avant la Seconde Guerre mondiale).
Lors de leur retrait, les forces allemandes ont systématiquement détruit les infrastructures et les agglomérations : environ 200 villages et des lieux historiques comme le château de Coucy. Les Allemands piègent également les routes avec des mines, arrachent les rails de chemin de fer et détruisent les ponts. Les voies de communication sont alors impraticables. En plus des infrastructures, les arbres sont sciés dans les vergers et les puits sont comblés ou encore empoisonnés. Cette politique de la terre brûlée a pour but de ne laisser aucun abri et de ralentir la progression des Alliés.
Le 18 mars 1917, les troupes françaises entrent dans Noyon et les troupes anglaises libèrent Péronne,,.

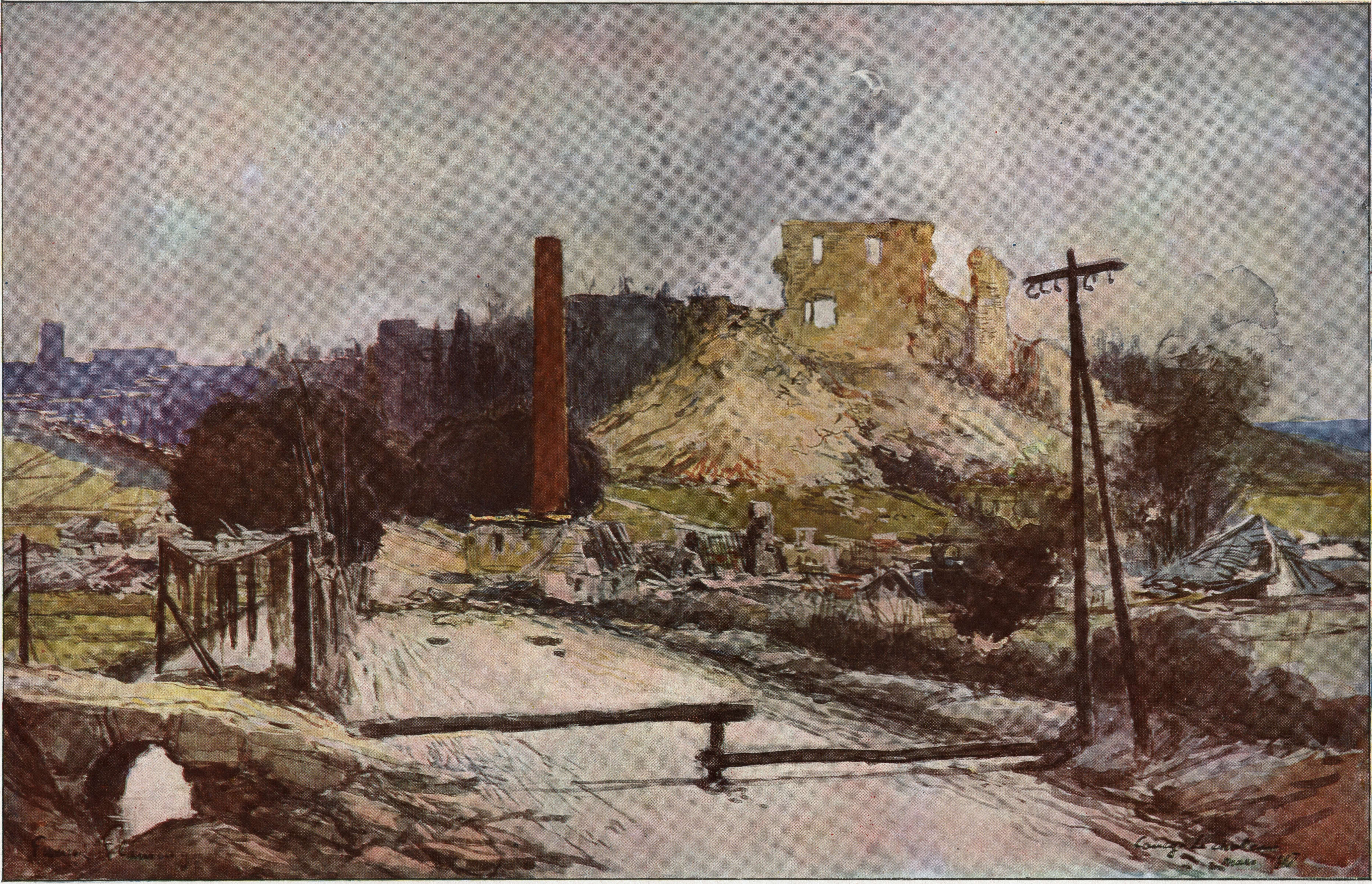
Coucy-le-Château après la destruction allemande de mars 1917, dessin de François Flameng, L'Illustration, 5 janvier 1918.

## Conséquences
Les destructions massives effectuées lors de l'évacuation alimenteront les plaintes des Français contre la barbarie allemande. Cependant, la ligne Hindenburg résistera avec succès à l'offensive française du général Nivelle en avril 1917.

## Filmographie
Le film 1917 (2019), réalisé par Sam Mendes, a pour cadre l'opération Alberich.